# Urgleptes bivittatus
Urgleptes bivittatus là một loài bọ cánh cứng trong họ Cerambycidae.